# Quarter Pounder
Il Quarter Pounder (traduzione letterale: "Quarto di libbra"), conosciuto in Italia con il nome McRoyal DeLuxe e in Svizzera con il nome Cheeseburger Royal è un hamburger venduto dalla catena di fast food McDonald's in diversi paesi.
Venne introdotto negli Stati Uniti per la prima volta nel 1972.
In molti paesi dove è in vigore il sistema metrico decimale, il Quarter Pounder è conosciuto con nomi differenti, tra i quali Hamburger Royale, Royal, McRoyal e simili. In Francia, Belgio e Portogallo il Quarter Pounder comprende già di base il formaggio e viene chiamato Royal Cheese.

## Storia
Il Quarter Pounder venne ideato nel 1971 da Al Bernardin, proprietario di un ristorante McDonald's in franchise a Fremont, California, ed ex vicepresidente della catena produttiva McDonald's. Bernardin si era trasferito a Fremont nel 1970 dopo aver acquisito due ristoranti McDonald's in loco.
Egli iniziò a sperimentare nuovi prodotti da proporre nel menù nei suoi locali. Secondo un'intervista del 1991, l'uomo notò che "c'era un vuoto nella nostra proposta, serviva qualcosa per gli adulti che volevano più carne da mangiare". Nel 1971, Bernardin introdusse il primo Quarter Pounder nel suo locale McDonald's di Fremont usando lo slogan: «Today Fremont, tomorrow the world» ("Oggi Fremont, domani il mondo"). Il nuovo panino ebbe successo e venne incluso nel menù standard dei McDonald's statunitensi a partire dal 1972.

## Valori nutrizionali
I valori nutrizionali del Quarter Pounder variano da nazione a nazione. Per esempio, in Australia, dove vengono usate carni differenti per i prodotti McDonald's, il Quarter Pounder possiede un valore pari a 33.7 g di proteine, valore maggiore rispetto agli Stati Uniti.

## Riferimenti culturali
- Nel film di Martin Scorsese Taxi Driver, il Quarter Pounder è il panino preferito dal personaggio di Robert De Niro.[senza fonte]
- Le diverse denominazioni del prodotto a livello internazionale sono alla base di una celebre scena di dialogo nel film Pulp Fiction di Quentin Tarantino. Con il nome di Royale con formaggio, viene anche consumato due volte nella pellicola From Paris with Love. In entrambi i casi, il personaggio principale è interpretato da John Travolta.
- Nel film Tutti gli uomini del presidente in una scena in cui Bob Woodward e Carl Bernstein mangiano insieme in un ristorante McDonald's sul loro tavolo compare la scatola bianca con la scritta rossa "Quarter Pounder".